# 冶南冶炼遗址
冶南冶炼遗址，位于山西省临汾市翼城县唐兴镇冶南村，是一处古遗址，已列为山西省文物保护单位。
2004年5月，冶南冶炼遗址公布为第一批临汾市文物保护单位。
2016年6月6日，冶南冶炼遗址公布为第五批山西省文物保护单位，编号5-14，古遗址类，年代为汉代。